# Герб Браїлова
Герб Браїлова затверджений 18 червня 2010р. рішенням сесії селищної ради.

## Опис
В синьому щиті срібний понижений вилоподібний хрест. Поверх усього срібна церква з золотим дахом, супроводжувана праворуч золотою восьмипроменевою зіркою, а зліва - золотою підковою, срібна книга в золотій обкладинці з чорними рядками і червоно-чорним орнаментом по краях, поверх неї чорний скрипковий ключ, срібне зубчасте колесо, яке супроводжується з боків шістьма золотими колосками і двома срібними співобернутими буряками з зеленими листками, чорний камінь з золотими літерами "1440", і дві протиставлені срібні шаблі з золотими руків'ями. 
Щит вписаний в золотий декоративний картуш і увінчаний срібною міською короною.